# La Paz (município da Baja California Sur)

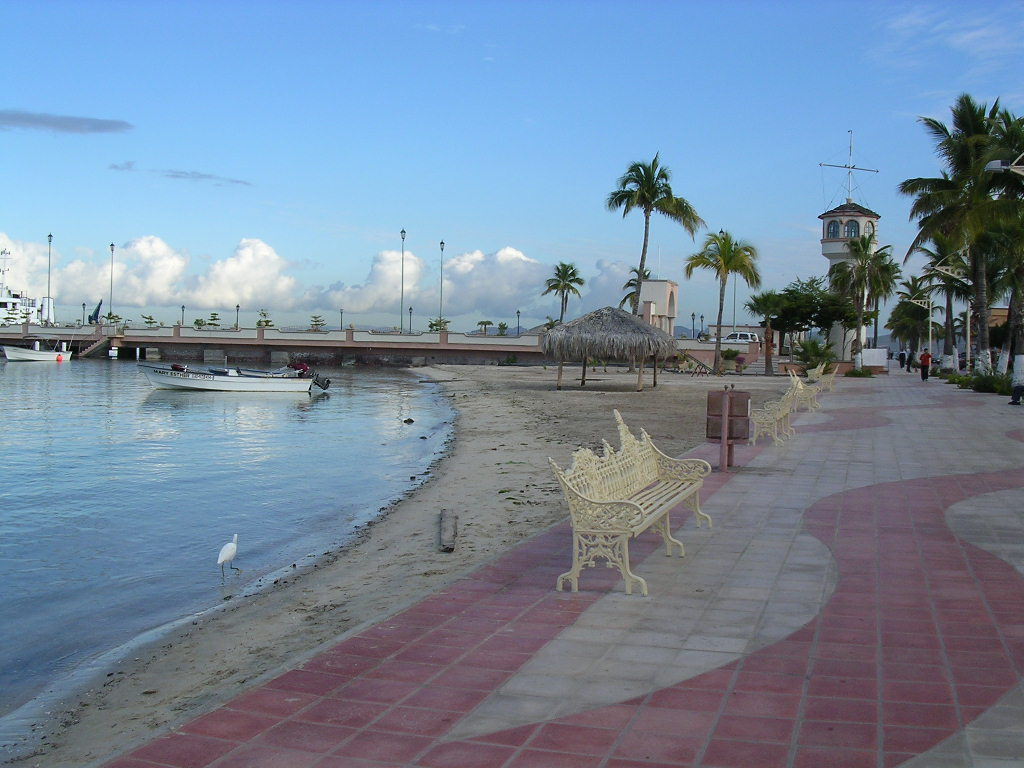
Praia de La Paz

La Paz é um município do estado mexicano de Baja California Sur. Possui área de 20,275 km², tornando-se o quarto município do México com a maior área. Possui uma população de 290 286 habitantes, segundo dados do censo de 2015. É a sede municipal, capital de La Paz.